# Ulica Kozia (Varsovie)
Ulica Kozia est une rue située dans l'arrondissement de Śródmieście (Centre-ville) à Varsovie.